# 莫三比克帶天竺鯛
莫三比克帶天竺鯛（學名：Taeniamia mozambiquensis），為輻鰭魚綱鈎頭魚目天竺鯛科帶天竺鯛屬下的一個種，分布於西印度洋東非桑吉巴到南非的索德瓦納灣海域，深度1至20公尺，本魚體延長，長橢圓形，體稍側扁，頭大、眼大、口大且斜裂，頜齒細小，鋤骨和腭骨通常具齒，舌上無齒，前鰓蓋骨邊緣鋸齒狀，體被弱櫛鱗，體色淺灰白，體側有2條橙色縱紋，尾鰭基部有一黑色圓斑，背鰭2個，尾鰭叉形，背鰭硬棘7枚、背鰭軟條9枚、臀鰭硬棘2枚、臀鰭軟條13-15枚，體長可達8.9公分，棲息有枝狀珊瑚生長的岩礁區，成群活動，夜間活動，屬肉食性，繁殖期時，雄魚具有口孵習性，卵約7日化成仔魚，由雄魚吐出，具短暫的仔魚飄浮期，生活習性不明。